# Campeonato Europeu de Voleibol Feminino de 2007
O Campeonato Europeu de Voleibol Feminino de 2007 foi a 25ª edição do evento que ocorre a cada dois anos. O evento é realizado pela Confederação Europeia de Voleibol. O torneio aconteceu entre 20 e 30 de setembro de 2007 nas cidades de Charleroi e Hasselt na Bélgica e de Luxemburgo em Luxemburgo.

## Locais
|                                                                      |                                                             |                                                           |
|                                                                      |                                                             |                                                           |
| RTL Spiroudôme Cidade: Charleroi Capacidade: 6.300 Inauguração: 2002 | Sporthal Alverberg Cidade: Hasselt Capacidade: Inauguração: | d'Coque Cidade: Luxemburgo Capacidade: 8.300 Inauguração: |

## Grupos
| Grupo A        | Grupo B    | Grupo C   | Grupo D         |
| -------------- | ---------- | --------- | --------------- |
| Itália ·       | Polônia ·  | Rússia ·  | Bélgica ·       |
| Azerbaijão ·   | Chéquia ·  | Turquia · | Países Baixos · |
| Alemanha ·     | Espanha ·  | Croácia · | Sérvia ·        |
| Bielorrússia · | Bulgária · | França ·  | Eslováquia ·    |

## Primeiro turno

### Grupo A -Charleroi
|     |              |     | Jogos | Jogos | Jogos | Pontos | Pontos | Pontos | Sets | Sets | Sets  |
| Pos | Equipe       | Pts | T     | V     | D     | V      | P      | R      | V    | P    | R     |
| --- | ------------ | --- | ----- | ----- | ----- | ------ | ------ | ------ | ---- | ---- | ----- |
| 1   | Itália       | 6   | 3     | 3     | 0     | 249    | 193    | 1.290  | 9    | 1    | 9,000 |
| 2   | Alemanha     | 5   | 3     | 2     | 1     | 236    | 202    | 1.168  | 6    | 4    | 1.500 |
| 3   | Azerbaijão   | 4   | 3     | 1     | 2     | 179    | 201    | 0.891  | 3    | 6    | 0.500 |
| 4   | Bielorrússia | 3   | 3     | 0     | 3     | 202    | 270    | 0.748  | 2    | 9    | 0.222 |

| Data   |              | Placar |              | 1º Set | 2º Set | 3º Set | 4º Set | 5º Set | Total  |
| ------ | ------------ | ------ | ------------ | ------ | ------ | ------ | ------ | ------ | ------ |
| 20 Set | Azerbaijão   | 3-0    | Bielorrússia | 25-15  | 25-23  | 25-13  |        |        | 75-51  |
| 20 Set | Alemanha     | 0-3    | Itália       | 22-25  | 12-25  | 27-29  |        |        | 61-79  |
| 21 Set | Alemanha     | 3-0    | Azerbaijão   | 25-13  | 25-22  | 25-16  |        |        | 75-51  |
| 22 Set | Bielorrússia | 1-3    | Alemanha     | 10-25  | 18-25  | 27-25  | 17-25  |        | 72-100 |
| 22 Set | Itália       | 3-0    | Azerbaijão   | 25-23  | 25-14  | 25-16  |        |        | 75-53  |
| 23 Set | Bielorrússia | 1-3    | Itália       | 16-25  | 22-25  | 25-20  | 16-25  |        | 79-95  |

### Grupo B -Hasselt
|     |          |     | Jogos | Jogos | Jogos | Pontos | Pontos | Pontos | Sets | Sets | Sets  |
| Pos | Equipe   | Pts | T     | V     | D     | V      | P      | R      | V    | P    | R     |
| --- | -------- | --- | ----- | ----- | ----- | ------ | ------ | ------ | ---- | ---- | ----- |
| 1   | Polônia  | 6   | 3     | 3     | 0     | 286    | 259    | 1.104  | 9    | 3    | 3,000 |
| 2   | Chéquia  | 5   | 3     | 2     | 1     | 279    | 258    | 1.081  | 7    | 5    | 1.400 |
| 3   | Bulgária | 4   | 3     | 1     | 2     | 321    | 342    | 0.939  | 7    | 8    | 0.875 |
| 4   | Espanha  | 3   | 3     | 0     | 3     | 237    | 264    | 0.898  | 2    | 9    | 0.222 |

| Data   |          | Placar |          | 1º Set | 2º Set | 3º Set | 4º Set | 5º Set | Total   |
| ------ | -------- | ------ | -------- | ------ | ------ | ------ | ------ | ------ | ------- |
| 20 Set | Espanha  | 2-3    | Bulgária | 28-26  | 25-15  | 31-33  | 14-25  | 13-15  | 111-114 |
| 21 Set | Bulgária | 2-3    | Chéquia  | 10-25  | 25-22  | 22-25  | 25-23  | 18-20  | 100-115 |
| 21 Set | Polônia  | 3-0    | Espanha  | 25-21  | 25-22  | 25-20  |        |        | 75-63   |
| 22 Set | Chéquia  | 1-3    | Polônia  | 17-25  | 25-27  | 25-18  | 22-25  |        | 89-95   |
| 23 Set | Chéquia  | 3-0    | Espanha  | 25-19  | 25-23  | 25-21  |        |        | 75-63   |
| 23 Set | Bulgária | 2-3    | Polônia  | 25-20  | 25-27  | 31-29  | 13-25  | 13-15  | 107-116 |

### Grupo C -Charleroi
|     |         |     | Jogos | Jogos | Jogos | Pontos | Pontos | Pontos | Sets | Sets | Sets  |
| Pos | Equipe  | Pts | T     | V     | D     | V      | P      | R      | V    | P    | R     |
| --- | ------- | --- | ----- | ----- | ----- | ------ | ------ | ------ | ---- | ---- | ----- |
| 1   | Rússia  | 6   | 3     | 3     | 0     | 228    | 185    | 1.232  | 9    | 0    | MAX   |
| 2   | França  | 5   | 3     | 2     | 1     | 231    | 223    | 1.036  | 6    | 4    | 1.500 |
| 3   | Turquia | 4   | 3     | 1     | 2     | 236    | 251    | 0.940  | 3    | 8    | 0.375 |
| 4   | Croácia | 3   | 3     | 0     | 3     | 248    | 284    | 0.873  | 3    | 9    | 0.333 |

| Data   |         | Placar |         | 1º Set | 2º Set | 3º Set | 4º Set | 5º Set | Total  |
| ------ | ------- | ------ | ------- | ------ | ------ | ------ | ------ | ------ | ------ |
| 20 Set | Rússia  | 3-0    | Croácia | 25-23  | 25-23  | 25-14  |        |        | 75-60  |
| 21 Set | Croácia | 1-3    | França  | 21-25  | 26-28  | 25-22  | 18-25  |        | 90-100 |
| 21 Set | Turquia | 0-3    | Rússia  | 21-25  | 26-28  | 22-25  |        |        | 69-78  |
| 22 Set | França  | 3-0    | Turquia | 25-19  | 25-16  | 25-23  |        |        | 75-58  |
| 23 Set | França  | 0-3    | Rússia  | 19-25  | 17-25  | 20-25  |        |        | -      |
| 23 Set | Croácia | 2-3    | Turquia | 25-22  | 25-22  | 22-25  | 20-25  | 6-15   | 98-109 |

### Grupo D -Hasselt
|     |               |     | Jogos | Jogos | Jogos | Pontos | Pontos | Pontos | Sets | Sets | Sets  |
| Pos | Equipe        | Pts | T     | V     | D     | V      | P      | R      | V    | P    | R     |
| --- | ------------- | --- | ----- | ----- | ----- | ------ | ------ | ------ | ---- | ---- | ----- |
| 1   | Países Baixos | 5   | 3     | 2     | 1     | 270    | 235    | 1.149  | 8    | 4    | 2,000 |
| 2   | Sérvia        | 5   | 3     | 2     | 1     | 328    | 298    | 1.101  | 8    | 7    | 1.143 |
| 3   | Bélgica       | 4   | 3     | 1     | 2     | 251    | 259    | 0.969  | 6    | 6    | 1,000 |
| 4   | Eslováquia    | 4   | 3     | 1     | 2     | 196    | 253    | 0.775  | 3    | 8    | 0.375 |

| Data   |               | Placar |               | 1º Set | 2º Set | 3º Set | 4º Set | 5º Set | Total   |
| ------ | ------------- | ------ | ------------- | ------ | ------ | ------ | ------ | ------ | ------- |
| 20 Set | Eslováquia    | 3-2    | Sérvia        | 14-25  | 25-21  | 25-20  | 21-25  | 15-11  | 100-102 |
| 20 Set | Países Baixos | 3-1    | Bélgica       | 25-19  | 18-25  | 25-23  | 25-12  |        | 93-79   |
| 21 Set | Países Baixos | 3-0    | Eslováquia    | 25-16  | 25-12  | 25-16  |        |        | 75-44   |
| 22 Set | Sérvia        | 3-2    | Países Baixos | 25-18  | 17-25  | 25-14  | 30-32  | 15-13  | 112-102 |
| 22 Set | Bélgica       | 3-0    | Eslováquia    | 25-14  | 25-14  | 26-24  |        |        | 76-52   |
| 23 Set | Sérvia        | 3-2    | Bélgica       | 22-25  | 25-20  | 27-29  | 25-17  | 15-5   | 114-96  |

## Segunda fase

### Grupo E -Charleroi
|     |            |     | Jogos | Jogos | Jogos | Pontos | Pontos | Pontos | Sets | Sets | Sets   |
| Pos | Equipe     | Pts | T     | V     | D     | V      | P      | R      | V    | P    | R      |
| --- | ---------- | --- | ----- | ----- | ----- | ------ | ------ | ------ | ---- | ---- | ------ |
| 1   | Itália     | 10  | 5     | 5     | 0     | 403    | 301    | 1.339  | 15   | 1    | 15,000 |
| 2   | Rússia     | 9   | 5     | 4     | 1     | 359    | 312    | 1.151  | 12   | 3    | 4,000  |
| 3   | Alemanha   | 8   | 5     | 3     | 2     | 351    | 327    | 1.073  | 9    | 6    | 1.500  |
| 4   | França     | 7   | 5     | 2     | 3     | 351    | 384    | 0.914  | 7    | 10   | 0.700  |
| 5   | Turquia    | 6   | 5     | 1     | 4     | 333    | 369    | 0.902  | 3    | 12   | 0.250  |
| 6   | Azerbaijão | 5   | 5     | 0     | 5     | 294    | 398    | 0.739  | 1    | 15   | 0.067  |

| Data   |            | Placar |         | 1º Set | 2º Set | 3º Set | 4º Set | 5º Set | Total |
| ------ | ---------- | ------ | ------- | ------ | ------ | ------ | ------ | ------ | ----- |
| 25 Set | Itália     | 3-1    | França  | 24-26  | 25-17  | 25-10  | 25-19  |        | 99-72 |
| 25 Set | Alemanha   | 3-0    | Turquia | 25-21  | 25-21  | 32-30  |        |        | 82-72 |
| 25 Set | Azerbaijão | 0-3    | Rússia  | 23-25  | 14-25  | 17-25  |        |        | 54-75 |
| 26 Set | Itália     | 3-0    | Turquia | 25-23  | 25-14  | 25-22  |        |        | 75-59 |
| 26 Set | Alemanha   | 0-3    | Rússia  | 12-25  | 23-25  | 23-25  |        |        | 58-75 |
| 26 Set | Azerbaijão | 1-3    | França  | 14-25  | 25-23  | 17-25  | 21-25  |        | 77-98 |
| 27 Set | Itália     | 3-0    | Rússia  | 25-15  | 25-22  | 25-19  |        |        | 75-56 |
| 27 Set | Alemanha   | 3-0    | França  | 25-22  | 25-13  | 25-15  |        |        | 75-50 |
| 27 Set | Azerbaijão | 0-3    | Turquia | 18-25  | 19-25  | 22-25  |        |        | 59-75 |

### Grupo F -Hasselt
|     |               |     | Jogos | Jogos | Jogos | Pontos | Pontos | Pontos | Sets | Sets | Sets  |
| Pos | Equipe        | Pts | T     | V     | D     | V      | P      | R      | V    | P    | R     |
| --- | ------------- | --- | ----- | ----- | ----- | ------ | ------ | ------ | ---- | ---- | ----- |
| 1   | Polônia       | 10  | 5     | 5     | 0     | 458    | 391    | 1.171  | 15   | 4    | 3.750 |
| 2   | Sérvia        | 9   | 5     | 4     | 1     | 453    | 417    | 1.086  | 12   | 8    | 1.500 |
| 3   | Países Baixos | 8   | 5     | 3     | 2     | 431    | 407    | 1.059  | 12   | 7    | 1.714 |
| 4   | Bélgica       | 7   | 5     | 2     | 3     | 430    | 450    | 0.956  | 9    | 11   | 0.818 |
| 5   | Chéquia       | 6   | 5     | 1     | 4     | 396    | 438    | 0.904  | 5    | 14   | 0.357 |
| 6   | Bulgária      | 5   | 5     | 0     | 5     | 446    | 511    | 0.873  | 6    | 15   | 0.400 |

| Data   |          | Placar |               | 1º Set | 2º Set | 3º Set | 4º Set | 5º Set | Total  |
| ------ | -------- | ------ | ------------- | ------ | ------ | ------ | ------ | ------ | ------ |
| 25 Set | Bulgária | 0-3    | Países Baixos | 20-25  | 23-25  | 19-25  |        |        | 62-75  |
| 25 Set | Polônia  | 3-0    | Sérvia        | 25-18  | 25-20  | 25-14  |        |        | 75-52  |
| 25 Set | Chéquia  | 1-3    | Bélgica       | 16-25  | 25-18  | 17-25  | 21-25  |        | 79-93  |
| 26 Set | Bulgária | 1-3    | Sérvia        | 25-20  | 16-25  | 19-25  | 28-30  |        | 88-100 |
| 26 Set | Chéquia  | 0-3    | Países Baixos | 18-25  | 17-25  | 22-25  |        |        | 57-75  |
| 26 Set | Polônia  | 3-0    | Bélgica       | 25-18  | 25-20  | 25-19  |        |        | 75-57  |
| 27 Set | Chéquia  | 0-3    | Sérvia        | 18-25  | 21-25  | 17-25  |        |        | 56-75  |
| 27 Set | Polônia  | 3-1    | Países Baixos | 25-22  | 25-18  | 22-25  | 25-21  |        | 97-86  |
| 27 Set | Bulgária | 1-3    | Bélgica       | 16-25  | 19-25  | 32-30  | 22-25  |        | 89-105 |

## Fase final -Luxemburgo
|  | Semifinais | Semifinais |   |        | Final          | Final |  |
|  |            |            |   |        |                |       |  |
|  |            |            |   |        |                |       |  |
|  | Itália     | 3          |   |        |                |       |  |
|  | Rússia     | 0          |   |        |                |       |  |
|  |            |            |   |        |                |       |  |
|  |            |            |   |        |                |       |  |
|  |            |            |   |        | Itália         | 3     |  |
|  |            | Sérvia     | 0 |        |                |       |  |
|  |            |            |   |        |                |       |  |
|  |            |            |   |        |                |       |  |
|  |            |            |   |        | Terceiro lugar |       |  |
|  |            |            |   |        |                |       |  |
|  | Polônia    | 0          |   | Rússia | 3              |       |  |
|  | Sérvia     | 3          |   |        | Polônia        | 1     |  |

| Data   |        | Placar |         | 1º Set | 2º Set | 3º Set | 4º Set | 5º Set | Total |
| ------ | ------ | ------ | ------- | ------ | ------ | ------ | ------ | ------ | ----- |
| 29 Set | Itália | 3-0    | Rússia  | 25-21  | 25-22  | 25-13  |        |        | 75-56 |
| 29 Set | Sérvia | 3-0    | Polônia | 27-25  | 25-21  | 25-21  |        |        | 77-67 |
| 30 Set | Rússia | 3-1    | Polônia | 21-25  | 25-22  | 25-14  | 25-20  |        | 96-81 |
| 30 Set | Itália | 3-0    | Sérvia  | 26-24  | 25-18  | 25-21  |        |        | 76-63 |

## Classificação final
| Campeão | Vice-campeão | Terceiro lugar |
| ItáliaSimona Gioli · Paola Croce · Valentina Fiorin · Martina Guiggi · Jenny Barazza · Manuela Secolo · Serena Ortolani · Taismary Agüero · Francesca Ferretti · Eleonora Lo Bianco · Antonella del Core · Paola Cardullo · Técnico: Massimo Barbolini | SérviaJelena Nikolić · Jasna Majstorović · Nataša Krsmanović · Jovana Brakočević · Brižitka Molnar · Jovana Vesović · Maja Ognjenović · Vesna Čitaković · Ivana Isailović · Maja Simanić · Anja Spasojević · Suzana Ćebić · Técnico: Zoran Terzić | RússiaYulia Sedova · Natalya Alimova · Olga Fateeva · Lioubov Sokolova · Elena Godina · Natalia Safranova · Ekaterina Gamova · Svetlana Akulova · Ekaterina Kabeshova · Tatiana Kosheleva · Yulia Merkulova · Marina Akulova · Técnico: Giovanni Caprara |

| 4  | Polônia       |
| 5  | Países Baixos |
| 6  | Alemanha      |
| 7  | Bélgica       |
| 8  | França        |
| 9  | Chéquia       |
| 10 | Turquia       |
| 11 | Bulgária      |
| 12 | Azerbaijão    |
| 13 | Eslováquia    |
| 14 | Croácia       |
| 15 | Espanha       |
| 16 | Bielorrússia  |

## Prêmios individuais
| Prêmio             | Nome              | Equipe  |
| ------------------ | ----------------- | ------- |
| MVP                | Taismary Agüero   | Itália  |
| Maior pontuadora   | Ekaterina Gamova  | Rússia  |
| Melhor atacante    | Małgorzata Glinka | Polônia |
| Melhor bloqueio    | Jenny Barazza     | Itália  |
| Melhor saque       | Jovana Brakočević | Sérvia  |
| Melhor levantadora | Maja Ognjenović   | Sérvia  |
| Melhor recepção    | Lioubov Sokolova  | Rússia  |
| Melhor líbero      | Paola Cardullo    | Itália  |